# مقاطعة كونكورديا (لويزيانا)
مقاطعة كونكورديا (بالإنجليزية: Concordia Parish, Louisiana)‏ هي إحدى مقاطعات ولاية لويزيانا في الولايات المتحدة. تأسست سنة 1807، وتبلغ مساحتها 1939 كم2، بلغ عدد سكانها 20822 نسمة في عام 2010 حسب إحصاء مكتب تعداد الولايات المتحدة وتصل الكثافة السكانية فيها 11 نسمة/كم2.

## أعلام
- جون ر. لونش

## وصلات خارجية
- United States Counties